# Стадион Карађорђе
Стадион Карађорђе је фудбалски стадион у Новом Саду. Најчешће се користи за фудбалске утакмице и атлетска такмичења, а домаћи је стадион ФК Војводине. На трибинама има 14.853 седећих места.
На овом стадиону већину својих домаћих утакмица игра млада репрезентација Србије, као и повремено сениорска репрезентација Србије.

## Историја
На Видовдан 28. јуна 1924. године отворен је стадион „Карађорђе" на коме су играла два фудбалска клуба, Војводина и Јуде Макаби. Изграђен је на месту старог бициклистичког велодрома из 1888. године, који је окупљао српску и јеврејску заједницу. Свечано је отворен на 120-годишњицу од Првог српског устанка. Помоћ изградњи стадиона дали су навијачи и симпатизери оба клуба, а значајна средства прикупљена су од гостовања америчких оперских група „Лузијана" и „Плав птица". Пројектовао га инжењер Давид Поповић, тадашњи председник Војводине. Стадион је од свог отварања до Другог светског рата носио назив „Карађорђе“. После је био познат само као Градски стадион, док је првобитно име враћено 2007. године. Име је добио по Карађорђу, вођи Првог српског устанка.
Током Другог светског рата подигнута је кућица на јужној страни стадиона, 1991. је довршена северна трибина. Атлетска стаза постављена је 2004. а од 2008. до 2009. извршена је мања реконструкција, када је изграђена нова југоисточна трибина, на коју је постављен савремени „ФИЛИПС"-ов семафор.
У марту 2011. је почело постављање рефлектора, а цео посао је завршен крајем јула исте године. Осветљење је јачине 1.400 лукса, а вредност пројекта је износила око 300.000 евра. Прва утакмица под светлошћу нових рефлектора је одиграна 6. августа 2011. када су се у пријатељском мечу састали Војводина и УТА Арад из Румуније.
Стадион Карађорђе је изабран од стране ФСС за домаћина финала Купа Србије за сезону 2011/12., које се играло 16. маја 2012. Ипак ФК Војводина је касније одустала од организације финала, а као разлог је наведена реконструкција стадиона.
Дана 24. маја 2013. рушењем старе управне зграде (изграђене 1942) на јужном делу стадиона почела је реконструкција јужне трибине стадиона, која укључује изградњу нове централне јужне трибине на месту старе зграде, у чијем подтрибинском простору ће се налазити просторије по стандардима УЕФА, као и реновирање старе јужне трибине. Реконструкција је завршена 20. августа, два дана пред меч Војводине у Лиги Европе против Шерифа, а капацитет стадиона је повећан на 14.000 седећих места.

## Утакмице репрезентације
Фудбалска репрезентација Југославије је на овом стадиону одиграла четири утакмице, док је репрезентација Србије свој први меч на њему одиграла 2012. године.
| #                           | Датум                       | Такмичење                   | Противник                   | Резултат                    | Гледалаца                   |                             |
| СФР Југославија (1945–1992) | СФР Југославија (1945–1992) | СФР Југославија (1945–1992) | СФР Југославија (1945–1992) | СФР Југославија (1945–1992) | СФР Југославија (1945–1992) | СФР Југославија (1945–1992) |
| --------------------------- | --------------------------- | --------------------------- | --------------------------- | --------------------------- | --------------------------- | --------------------------- |
| 1.                          | 21. април 1971.             | Пријатељска                 | Румунија                    | 0:1                         | 20.000                      |                             |
| 2.                          | 14. новембар 1979.          | Квалификације за ЕП 1980.   | Кипар                       | 5:0                         | 14.134                      |                             |
| 3.                          | 21. новембар 1981.          | Квалификације за СП 1982.   | Луксембург                  | 5:0                         | 20.000                      |                             |
| 4.                          | 20. септембар 1989.         | Пријатељска                 | Грчка                       | 3:0                         | 8.000                       |                             |
| Србија (2006–данас)         |                             |                             |                             |                             |                             |                             |
| 5.                          | 11. септембар 2012.         | Квалификације за СП 2014.   | Велс                        | 6:1                         | 11.000                      |                             |
| 6.                          | 26. март 2013.              | Квалификације за СП 2014.   | Шкотска                     | 2:0                         | 5.000                       |                             |
| 7.                          | 11. октобар 2013.           | Пријатељска                 | Јапан                       | 2:0                         | 10.000                      |                             |
| 8.                          | 4. септембар 2015.          | Квалификације за ЕП 2016.   | Јерменија                   | 2:0                         | 0                           |                             |
| 9.                          | 31. мај 2016.               | Пријатељска                 | Израел                      | 3:1                         | 10.000                      |                             |